# 所罗门·维尼亚米诺维奇·舍雷舍夫斯基
所罗门·维尼亚米诺维奇·舍雷舍夫斯基（俄语：Соломон Вениаминович Шерешевский；Solomon Veniaminovich Shereshevsky，1886年—1958年），是二十世纪初的一位俄罗斯记者，因其超级记忆能力，为心理学家所研究而知名。

## 生平
舍雷舍夫斯基，是少数几个被长期研究过，拥有所谓影像式记忆力的人之一。这种能力在他于1920年代中期作为记者，参加了某个新闻活动后被发现。活动中他因沒有做任何笔记而被責備。但在活动后，他令人惊讶地一字不差地回忆起讲话的内容。而他本人亦为别人的惊叹所诧异，因为他原以为这是人人都有的一种能力。
神经心理学家亚历山大·鲁利亚在长达30年的时间里，对舍雷舍夫斯基的记忆力进行很多研究和实验，证实他确能在数分钟内记住复杂的数学公式、大型数字矩阵，乃至外国语诗歌。他雖然擁有超凡的记忆力，但其智力测验却结果平平，并称记忆与智力是没有必然联系的。
基于对他的研究结果，亚历山大·鲁利亚确定舍雷舍夫斯基拥有一种非常强烈的通感特质，被称为“五类重叠通感”。颜色、触觉、味觉等五种感官信号的每一种都能触发其他感觉。比如，他听到一个乐音就会同时感知到某种相应颜色，而碰触到某件东西就会引发味觉感受。利用他的通感能力制造出的幻觉，他自发地使用了广为人知的记忆技巧。
“数字1就像骄傲而健壮的男人，2是眉飞色舞的女人，3是垂头丧气的人，6是肿脚的人，7是留着一字胡的男人，8是臃肥的女人——像一个袋子里又套着袋子。而87对我来说就是一个胖女人旁边站着一个捻着自己胡子的男人。”
舍雷舍夫斯基活跃的想象力协助他的记忆。可是，这天赋特质也常常制造多余的，只会分散注意力的幻想和感觉。他在记忆没有文字对应的东西，和人的长相时感到困难，长相在他眼里是"变化不定"的。有时他也有阅读困难，因为书上的字会引起让人困惑的感觉。如果他在阅读的同时吃东西，就有时更糟了。他本人举出一个日常生活里的例子：“有一次我去买冰淇淋...我走到售货员那里问她都有什么冰淇淋。‘水果冰淇淋’，她说。可是她说话的语气让我觉得好像有一大堆炭块夹杂着黑灰从她的嘴里跑出来。她这么回答我的话，我就再没兴致买冰淇淋吃了...”
他的记忆非常牢固，过若干年之后仍然能想起记住了的东西。发现自己的非凡能力之后，他时或给人做记忆表演。但记住的东西会让他不舒服，有时为了摆脱所记住东西的困扰，他就把记忆写到纸上然后把纸烧掉，以期眼见那些字烧成灰而能彻底忘掉之。据他自己说，他晚年做到了只要有意识地渴望忘记某事，就能从记忆中将其抹去。